# Styx: Master of Shadows
Styx: Master of Shadows (с англ. — «Стикс: Мастер теней») — компьютерная игра в жанре stealth-action, разработанная Cyanide Studio и выпущенная Focus Home Interactive для игровых платформ Microsoft Windows, PlayStation 4 и Xbox One 7 октября 2014 года.
Игра является приквелом к игре Of Orcs and Men и повествует историю гоблина по имени Стикс, самого первого и самого старого из рода гоблинов. Стикс живёт уже более двух сотен лет. Его основной целью являются знания, но не простые, а касающиеся его происхождения.

## Сюжет
Действие игры происходит до начала Of Orcs and Men, в Башне Акенаш — колоссальной крепости людей, выстроенной вокруг волшебного Дерева Мира. Гоблин Стикс проникает в неё в поисках Сердца Дерева, производящего волшебный янтарь, и с намерением спасти некоего «друга», заключённого где-то в крепости, но страдает от расстройства памяти и сам не понимает, зачем так стремится в Башню. Когда Стикс наконец добирается до узника Башни, тот оказывается двойником героя — тоже гоблином по имени Стикс, утверждающим, что он и есть оригинал, а управляемый игроком протагонист — не более чем клон, подчиняющийся приказам Стикса-оригинала и не имеющий свободы воли.
Стикс-оригинал некогда был орком, но контакт с янтарем превратил его в первого и поначалу единственного в мире гоблина. Стикс-оригинал был в состоянии слышать голоса эльфов, спящих среди корней Дерева Мира, и никак не мог от них избавиться — он надеялся, что похищение Сердца заставит эльфов замолчать, и что Сердце сможет вернуть ему прежний облик. Янтарь из Сердца Дерева дал ему способность создавать копии самого себя — большинство этих двойников были немы и бездумны, но главный герой среди них был наделен разумом; Стикс-оригинал рассчитывал, что Стикс-клон сможет его выручить, если он сам попадёт в руки врагов. Тем не менее, для Стикса-оригинала Стикс-клон остается не более чем орудием, которым можно легко пожертвовать; это приводит Стикса-клона в ярость и обращает против создателя. С помощью дружественного эльфа Стикс-клон избавляется от телепатического контроля со стороны Стикса-оригинала, после чего отправляется к Сердцу Дерева. Он уничтожает Сердце и прыгает в озеро жидкого янтаря у основания дерева — тело героя растворяется, но из янтаря появляется великое множество клонов — целый новый народ гоблинов. Со смертью Дерева Мира Башня Акенаш рушится — в финале игры из руин выбирается разумный гоблин, вновь лишенный воспоминаний, но помнящий имя «Стикс» — он решает, что это его собственное имя.

## Отзывы, награды и продажи
| Сводный рейтинг       | Сводный рейтинг |
| Агрегатор             | Оценка          |
| --------------------- | --------------- |
| GameRankings          | 70,82 %         |
| Русскоязычные издания |                 |
| Издание               | Оценка          |
| PlayGround.ru         | 8/10            |

Летом 2018 года, благодаря уязвимости в защите Steam Web API, стало известно, что точное количество пользователей сервиса Steam, которые играли в игру хотя бы один раз, составляет 485 922 человека.

## Сиквел
Продолжение игры, под названием Styx: Shards of Darkness, было анонсировано 14 октября 2015 года. Оно разрабатывается на более современном движке Unreal Engine 4 и будет иметь более высокий бюджет, чем оригинал. Новая игра вышла 14 марта 2017 года на платформах Microsoft Windows, PlayStation 4 и Xbox One.